# 14-я сессия Комитета всемирного наследия ЮНЕСКО
14-я се́ссия Комите́та Всеми́рного насле́дия ЮНЕ́СКО прошла в городе Банф (Канада) с 7 декабря по 12 декабря 1990 года.
В результате работы сессии список пополнился 16 новыми объектами, два объекта были расширены. Впервые в список попали объекты, находящиеся на территории Мадагаскара, СССР, Новой Зеландии и Доминиканской республики. В последний раз были внесены объекты на территории СССР. Кроме того, были внесены изменения в список объектов всемирного наследия, находящихся под угрозой. Данный список пополнился одним объектом.
По состоянию на 12 декабря 1990 года в списке находилось 335 объектов всемирного наследия. Список объектов, находящихся под угрозой, состоял из 8 объектов.
Все разделы списка упорядочены по номерам объектов.

## Объекты, внесённые в список всемирного наследия
| #  | Изображение | Название | Местоположение             | № объекта Критерии     | Commons                                   |
| -- | ----------- | --- | -------------------------- | ---------------------- | ----------------------------------------- |
| 1  |             | Национальный парк Тонгариро Tongariro National Park | Новая Зеландия             | 421 (vi)(vii)(viii)    | Фото на Викискладе                        |
| 2  |             | Природный резерват Цинжи-дю-Бемараха Tsingy de Bemaraha Strict Nature Reserve | Мадагаскар                 | 494 (vii)(x)           | Фото на Викискладе                        |
| 3  |             | Колониальный город Санто-Доминго Colonial City of Santo Domingo | Доминиканская Республика   | 526 (ii)(iv)(vi)       | Фото на Викискладе                        |
| 4  |             | Киев: Софийский собор и связанные с ним монастырские здания, Киево-Печерская лавра Kiev: Saint-Sophia Cathedral and Related Monastic Buildings, Kiev-Pechersk Lavra                 | СССР · (сейчас Украина)    | 527 (i)(ii)(iii)(iv)   | Фото 1 на Викискладе Фото 2 на Викискладе |
| 5  |             | Миссия иезуитов в Чикитос Jesuit Missions of the Chiquitos | Боливия                    | 529 (iv)(v)            | Фото на Викискладе                        |
| 6  |             | Остров Делос Delos | Греция                     | 530 (ii)(iii)(iv)(vi)  | Фото на Викискладе                        |
| 7  |             | Дворцы и парки Потсдама и Берлина Palaces and Parks of Potsdam and Berlin | Германия                   | 532 (i)(ii)(iv)        | Фото на Викискладе                        |
| 8  |             | Монастыри Дафни, Неа Мони и Осиос Лукас Monasteries of Daphni, Hosios Loukas and Nea Moni of Chios                                                                                  | Греция                     | 537 (i)(iv)            | Фото на Викискладе                        |
| 9  |             | Исторический центр Санкт-Петербурга и связанные с ним комплексы памятников (ранее Ленинград) Historic Centre of Saint Petersburg and Related Groups of Monuments (former Leningrad) | СССР · (сейчас Россия)     | 540 (i)(ii)(iv)(vi)    | Фото на Викискладе                        |
| 10 |             | Ичан-Кала, Хива Itchan Kala | СССР · (сейчас Узбекистан) | 543 (iii)(iv)(v)       | Фото на Викискладе                        |
| 11 |             | Погост Кижи Kizhi Pogost | СССР · (сейчас Россия)     | 544 (i)(iv)(v)         | Фото на Викискладе                        |
| 12 |             | Московский Кремль и Красная площадь Kremlin and Red Square, Moscow | СССР · (сейчас Россия)     | 545 (i)(ii)(iv)(vi)    | Фото 1 на Викискладе Фото 2 на Викискладе |
| 13 |             | Гора Хуаншань Mount Huangshan | Китай                      | 547 (ii)(vii)(x)       | Фото на Викискладе                        |
| 14 |             | Национальный парк Рио-Абисео Río Abiseo National Park | Перу                       | 548 (iii)(vii)(ix)(x)  | Фото на Викискладе                        |
| 15 |             | Исторический центр города Сан-Джиминьяно Historic Centre of San Gimignano | Италия                     | 550 (i)(iii)(iv)       | Фото на Викискладе                        |
| 16 |             | Те-Вахипунаму Te Wahipounamu — South West New Zealand | Новая Зеландия             | 551 (vii)(viii)(ix)(x) | Фото на Викискладе                        |

## Расширение объектов, находящихся в списке всемирного наследия
| # | Изображение | Название | Изменения                                      | Место            | №   | Дата включения |
| - | ----------- | --- | ---------------------------------------------- | ---------------- | --- | -------------- |
| 1 |             | Парки Канадских Скалистых гор Canadian Rocky Mountain Parks | Были добавлены три провинциальных парка        | Канада           | 304 | 1984           |
| 2 |             | Исторический центр Рима и владения Ватикана, пользующиеся правами экстерриториальности, включая церковь Сан-Паоло-фуори-ле-Мура Historic Centre of Rome, the Properties of the Holy See in that City Enjoying Extraterritorial Rights and San Paolo Fuori le Mura | Была добавлена церковь Сан-Паоло-фуори-ле-Мура | Ватикан · Италия | 91  | 1980           |

## Объекты, внесённые в список всемирного наследия под угрозой
| # | Изображение | Название          | Местоположение | №   | Дата включения | Commons            |
| - | ----------- | ----------------- | -------------- | --- | -------------- | ------------------ |
| 1 |             | Томбукту Tombuktu | Мали           | 119 | 1988           | Фото на Викискладе |

## Карта
- — объекты, внесённые в список всемирного наследия
- — объекты, находящиеся в списке всемирного наследия и получившие изменения
- — объекты, внесённые в список всемирного наследия под угрозой уничтожения
- — объект, исключённый из списка всемирного наследия под угрозой уничтожения